# Police in a Pod
Police in a Pod (яп. ハコヅメ ～交番女子の逆襲～ Хакодзумэ ~ Ко:бан дзёси но гякусю: ~, букв. «Нераскрытое дело: Контратака девушки из кобана») — манга, написанная и проиллюстрированная Мико Ясу. Публикуется в сэйнэн-журнале Morning издательства Kodansha с ноября 2017 года и по состоянию на февраль 2023 года издана в двадцати трёх томах-танкобонах. Адаптация манги в формате дорамы транслировалась на телеканале Nippon TV с июля по сентябрь 2021 года. Также манга была адаптирована студией Madhouse в формат аниме-сериала, трансляция которого проходила с января по март 2022 года.
В январе 2021 года Police in a Pod выиграла премию манги Shogakukan в общей категории. В мае 2022 года манга выиграла премию манги Kodansha также в общей категории.

## Сюжет
Маи Каваи — юная сотрудница полиции, решившая устроиться на эту работу только из-за желания иметь стабильный заработок. Недовольная своей карьерой, она решает подать в отставку. В день, когда Каваи планировала подать заявление об отставке, она встречает Сэйко Фудзи, которую назначили её начальницей. Самоотверженность Фудзи делам полиции становится источником вдохновения для Каваи, которая решает отложить свой уход в отставку. Манга рассказывает о Каваи, Фудзи и других сотрудниках полиции, выявляющих правонарушения во вверенном им районе.

## Персонажи
Маи Каваи (яп. 川合 麻依 Каваи Маи) — юная сотрудница полиции, недавно выпустившаяся из полицейской академии. Она устроилась на работу в полицию префектуры Окадзима для того, чтобы иметь стабильный заработок, в противоположность своему отцу, чьё благосостояние пострадало от коррупционных действий компании. Однако Каваи так надоело негативное отношение горожан к ней как к сотруднице полиции, что она решила подать в отставку. Но как раз в тот момент, когда Каваи собиралась подать заявление об отставке, ей назначают нового инструктора.
Сэйю: Сион Вакаяма; исполнение роли: Мэй Нагано
Сэйко Фудзи (яп. 藤 聖子 Фудзи Сэйко) — женщина-полицейская, которую назначают старшей напарницей Каваи после понижения из отдела криминальных расследований из-за пауэр харассмента. Хотя ей тоже надоело отношение граждан к полицейским, она работает самоотверженно и вдохновляет Каваи своим примером. Опыт позволяет ей быстро раскрывать дела, но периодически (особенно если выпадает возможность обставить Сэйдзи) её заносит.
Сэйю: Юи Исикава; исполнение роли: Эрика Тода
Сэйдзи Минамото (яп. 源 誠二 Минамото Сэйдзи) — бывший коллега Сэйко по отделу криминальных расследований, учился с ней в полицейской академии на одном курсе. У них отношения типа «любовь-ненависть».
Сэйю: Рёта Судзуки; исполнение роли: Сёхэй Миура
Такэси Ямада (яп. 山田 武志 Ямада Такэси) — нынешний напарник Сэйдзи, учился в полицейской академии в одно время с ним и Сэйко, но пришёл позже. Неопытен, но рьяно пытается проявить себя. 
Сэйю: Симба Цутия; исполнение роли: Юки Ямада
Мива Макитака (яп. 牧高 美和 Макитака Мива) — сотрудница отдела криминальных расследований, замкнутая девушка с комплексом неполноценности. Когда позволяет свободное время, может провести его с главными героинями.
Сэйю: Кана Ханадзава; исполнение роли: Нанасэ Нисино
Заместитель начальника (яп. 副署長 Фуку сётё:)
Сэйю: Кэндо Кобаяси
Тамоцу Ходзё (яп. 北条 保 Хо:дзё: Тамоцу)
Сэйю: Рикия Кояма; исполнение роли: Юсукэ Хираяма

## Медиа

### Манга
Police in a Pod, написанная и проиллюстрированная Мико Ясу, публикуется с 22 ноября 2017 года в журнале сэйнэн-манги Morning издательства Kodansha. В мае 2022 года Ясу объявила о том, что первая часть манги завершится 16 июня этого же года, после чего публикация приостановится в связи с намерением автора начать новую серию манги. На февраль 2023 года главы манги были скомпонованы в двадцать три тома-танкобона.
В мае 2021 года издательство Kodansha USA лицензировало мангу для публикации на английском языке в цифровом формате.

#### Список томов
| №  | Дата публикации     | ISBN                   |
| -- | ------------------- | ---------------------- |
| 01 | 23 апреля 2018 г.   | ISBN 978-4-0651-1322-6 |
| 02 | 22 июня 2018 г.     | ISBN 978-4-0651-1692-0 |
| 03 | 23 августа 2018 г.  | ISBN 978-4-0651-2637-0 |
| 04 | 23 октября 2018 г.  | ISBN 978-4-0651-3020-9 |
| 05 | 23 января 2019 г.   | ISBN 978-4-0651-4527-2 |
| 06 | 22 марта 2019 г.    | ISBN 978-4-0651-4963-8 |
| 07 | 23 мая 2019 г.      | ISBN 978-4-0651-5420-5 |
| 08 | 23 июля 2019 г.     | ISBN 978-4-0651-6266-8 |
| 09 | 20 сентября 2019 г. | ISBN 978-4-0651-7128-8 |
| 10 | 21 ноября 2019 г.   | ISBN 978-4-0651-7759-4 |
| 11 | 23 января 2020 г.   | ISBN 978-4-0651-8157-7 |
| 12 | 23 апреля 2020 г.   | ISBN 978-4-0651-8944-3 |
| 13 | 23 июня 2020 г.     | ISBN 978-4-0651-8966-5 |
| 14 | 23 сентября 2020 г. | ISBN 978-4-0651-8967-2 |
| 15 | 20 ноября 2020 г.   | ISBN 978-4-0652-1759-7 |
| 16 | 23 марта 2021 г.    | ISBN 978-4-0652-2711-4 |
| 17 | 23 июня 2021 г.     | ISBN 978-4-0652-3557-7 |
| 18 | 23 августа 2021 г.  | ISBN 978-4-0652-4537-8 |
| 19 | 22 ноября 2021 г.   | ISBN 978-4-0652-6127-9 |
| 20 | 22 февраля 2022 г.  | ISBN 978-4-0652-6751-6 |
| 21 | 22 июня 2022 г.     | ISBN 978-4-0652-7611-2 |
| 22 | 21 октября 2022 г.  | ISBN 978-4-0652-9572-4 |
| 23 | 21 февраля 2023 г.  | ISBN 978-4-0653-1164-6 |

### Дорама
Адаптация манги в формат дорамы, состоящей из девяти серий, транслировалась на телеканале Nippon TV с 7 июля по 15 сентября 2021 года. 4 и 11 августа 2021 года были показаны две специальные серии. Открывающая музыкальная тема дорамы — «YY» певицы RöE, закрывающая — «Ordinary Days» певицы milet.

### Аниме
Об адаптации манги в формат аниме-сериала было объявлено 2 августа 2021 года. Производством аниме-сериала занялась студия Madhouse, режиссёром стал Юдзо Сато, сценаристом — Рюносукэ Кингэцу, дизайнером персонажей — Кэй Цутия, а композитором — Нобуаки Нобусава. Сериал транслировался с 5 января по 30 марта 2022 года на AT-X и других телеканалах. Открывающая музыкальная тема аниме-сериала — «Shiranakya» (яп. 知らなきゃ Сиранакя, «Я должна знать») Рико Адзуны, закрывающая — «Change» певицы nonoc. За пределами Азии аниме-сериал лицензирован компанией Funimation, в Южной и Юго-Восточной Азии — компанией Muse Communication.
На русском языке аниме-сериал лицензирован сервисом Wakanim под названием «Полиция в коробке».

## Приём
В 2019 году манга стала одной из нескольких работ, рекомендованных членами жюри в рамках 22-го фестиваля Japan Media Arts Festival. В январе 2020 года Police in a Pod выиграла гран-при манги на телешоу Mando Kobayashi комика и поклонника манги Кэндо Кобаяси. В декабре 2020 года журнал Da Vinci издательства Media Factory в выпуске за январь 2021 года поместил мангу на двадцать второе место в рейтинге «Книга года». В этом же рейтинге за январь 2022 года манга заняла двадцать третье место, а в рейтинге за 2023 год — тринадцатое. В январе 2021 года Police in a Pod, наряду с Dead Dead Demon’s Dededede Destruction, одержала победу на 66-й церемонии награждения премии манги Shogakukan в общей категории. В апреле 2021 года манга была номинирована на 45-й церемонии награждения премии манги Kodansha в общей категории. На 46-й церемонии награждения данной премии, которая была проведена в мае 2022 года, манга одержала победу в общей категории.
По данным на начало августа 2022 года общий тираж манги составил более 2,3 миллиона проданных копий.
Ребекка Сильверман с сайта Anime News Network в путеводителе по манге весны 2021 года поставила Police in a Pod две звезды из пяти, подвергнув критике иллюстрации и некоторые шутки.